# 六分儀座23
六分儀座23，又名BD+03 2352，HD 89688、SAO 118248、HR 4064，是六分儀座的一颗恒星，视星等为6.66，位于銀經241.02，銀緯46.28，其B1900.0坐标为赤經10h 15m 52.1s，赤緯+2° 46.28′ 34″。